# Aguçadoura e Navais
Aguçadoura e Navais (oficialmente: União das Freguesias de Aguçadoura e Navais) é uma freguesia portuguesa do município de Póvoa de Varzim, com 7,4 km² de área e 5389 habitantes (censo de 2021). A sua densidade populacional é 728,2 hab./km².

## História
Foi constituida em 2013, no âmbito de uma reforma administrativa nacional, pela agregação das antigas freguesias de Aguçadoura e de Navais.

## Geografia
Situa-se junto à costa, 6 km a norte da cidade da Póvoa de Varzim, tendo como limites o mar a oeste, a Estela a norte e Aver-o-Mar, Amorim e Terroso a este e sul.
A freguesia é composta pelas seguintes localidades: 

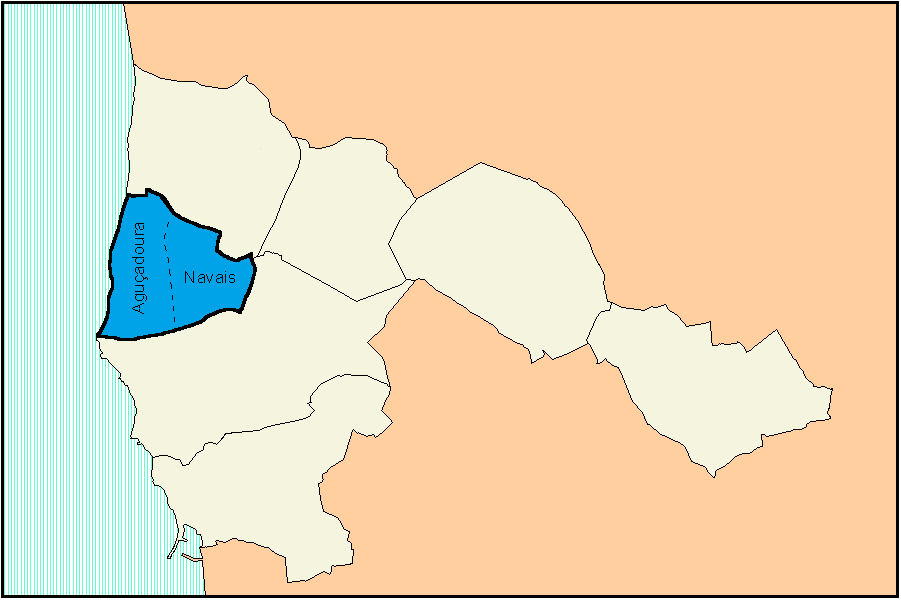
Freguesias do concelho da Póvoa de Varzim. A azul a freguesia de Aguçadoura e Navais. (a tracejado os limites das antigas freguesias).

- Aguçadoura (vila)
- Navais

## Demografia
A população registada nos censos foi:
| Distribuição da População por Grupos Etários | Distribuição da População por Grupos Etários | Distribuição da População por Grupos Etários | Distribuição da População por Grupos Etários | Distribuição da População por Grupos Etários | Distribuição da População por Grupos Etários |
| -------------------------------------------- | -------------------------------------------- | -------------------------------------------- | -------------------------------------------- | -------------------------------------------- | -------------------------------------------- |
| Antes da agregação                           |                                              |                                              |                                              |                                              |                                              |
| Ano                                          | 0-14 anos                                    | 15-24 anos                                   | 25-64 anos                                   | >= 65 anos                                   | Total                                        |
| 2001                                         | 1258                                         | 1156                                         | 3076                                         | 723                                          | 6213                                         |
| 2011                                         | 961                                          | 727                                          | 3181                                         | 867                                          | 5736                                         |
| Após a agregação                             |                                              |                                              |                                              |                                              |                                              |
| Ano                                          | 0-14 anos                                    | 15-24 anos                                   | 25-64 anos                                   | >= 65 anos                                   | Total                                        |
| 2021                                         | 728                                          | 597                                          | 2834                                         | 1230                                         | 5389                                         |

## Património
- Igreja de Nossa Senhora da Boa Viagem
- Fachada da antiga capela
- Campos Masseira
- Fonte da Moura Encantada
- Castro de Navais
- Igreja paroquial
- Capela de Santo António

## Economia
Desde sempre que a principal atividade económica em Aguçadoura e Navais foi a agricultura, nomeadamente o ramo hortícola que se tornou predominante nas últimas décadas, sendo hoje um dos principais centros produtores do país.
Os mercados do Grande Porto e do Minho são hoje abastecidos com enorme quantidade e variedade de produtos ali produzidos, destacando-se a cebola, as couves, a alface e o tomate, bem como muitos outros produtos. De salientar ainda a exportação de muitos destes produtos hortícolas para países da União Europeia, principalmente para Espanha.
Esta agricultura próspera e produtiva deve o seu sucesso à transformação de dunas áridas em fertéis terrenos arenosos denominados de campos masseira.
É em Aguçadoura que se localiza a sede da HORPOZIM (Associação dos Horticultores da Póvoa de Varzim), fundada em 1987 e que tem como principal função a defesa da horticultura local. De realçar que no passado já tinha existido um associação de classe com propósitos semelhantes, denominada de " A Seareira" e fundada em 1917, também com sede em Aguçadoura.
A par da horticultura e da agricultura tradicional existem também floricultura, embora em pequena escala.
Apesar de a agricultura ser a principal atividade económica, também têm papel relevante na economia local algumas pequenas empresas ligadas à construção civil, comércio e pequenas fábricas textêis.
Do mar sai o sargaço que depois de apanhado e devidamente seco é utilizado pelos locais como fertilizante para os seus terrenos, apesar de a sua utilização já não ser tão importante como no passado, devido à utilização de compostos quimícos e orgânicos de origem indústrial.
Do mar ao largo da freguesia saiu também energia elétrica, pois em 2011 foi ali instalado o 1º aerogerador flutuante da Península Ibérica, em regime exprimental, entretanto desmantelado em 2016.

## Sociedade
- de Aguçadoura (ver aqui)
- de Navais (ver aqui)